# آنتونیو پادوان
آنتونیو پادوان (ایتالیایی: Antonio Padovan؛ زادهٔ ۱۹۸۷ میلادی) کارگردان فیلم، فیلم‌نامه‌نویس، تهیه‌کننده فیلم و تهیه‌کننده تلویزیونی اهل ایتالیا است.
از فیلم‌هایی که وی در آن‌ها نقش داشته‌است، می‌توان به آخرین پروسکو اشاره نمود.